# Plebiscyt Przeglądu Sportowego 2023
Plebiscyt Przeglądu Sportowego 2023 – 89. edycja Plebiscytu na 10 Najlepszych Sportowców Polski, zorganizowana przez „Przegląd Sportowy” oraz Telewizję Polsat.
Gala Mistrzów Sportu odbyła się w warszawskim hotelu DoubleTree by Hilton.

## Wyniki głosowania[2]
| Miejsce | Imię i nazwisko                                                                           | Dyscyplina sportu | Liczba punktów |
| ------- | ----------------------------------------------------------------------------------------- | ----------------- | -------------- |
| 1.      | Iga Świątek                                                                               | Tenis             | 113 137        |
| 2.      | Bartosz Zmarzlik                                                                          | Sport żużlowy     | 72 438         |
| 3.      | Aleksander Śliwka                                                                         | Siatkówka         | 71 163         |
| 4.      | Natalia Kaczmarek                                                                         | Lekkoatletyka     | 51 469         |
| 5.      | Piotr Żyła                                                                                | Skoki narciarskie | 45 432         |
| 6.      | Wojciech Nowicki                                                                          | Lekkoatletyka     | 40 366         |
| 7.      | Hubert Hurkacz                                                                            | Tenis             | 39 449         |
| 8.      | Martyna Klatt i Helena Wiśniewska                                                         | Kajakarstwo       | 35 947         |
| 9.      | Renata Knapik-Miazga, Martyna Swatowska-Wenglarczyk, Magdalena Pawłowska i Ewa Trzebińska | Szermierka        | 33 228         |
| 10.     | Adrian Meronk                                                                             | Golf              | 32 237         |
| 11.     | Magdalena Stysiak                                                                         | Siatkówka         | 28 298         |
| 12.     | Krystian Dziubiński                                                                       | Hokej na lodzie   | 24 495         |
| 13.     | Oskar Kwiatkowski                                                                         | snowboard         | 23 773         |
| 14.     | Krzysztof Chmielewski                                                                     | Pływanie          | 23 587         |
| 15.     | Ewa Swoboda                                                                               | Lekkoatletyka     | 22 203         |
| 16.     | Dawid Kubacki                                                                             | Skoki narciarskie | 21 620         |
| 17.     | Robert Lewandowski                                                                        | Piłka nożna       | 19 306         |
| 18.     | Magda Linette                                                                             | Tenis             | 18 653         |
| 19.     | Mateusz Ponitka                                                                           | Koszykówka        | 17 187         |
| 20.     | Michał Bryl i Bartosz Łosiak                                                              | Siatkówka plażowa | 16 474         |

## Nominowani
Nominowanych zostało 20 sportowców:
1. Michał Bryl i Bartosz Łosiak
2. Krzysztof Chmielewski
3. Krystian Dziubiński
4. Hubert Hurkacz
5. Natalia Kaczmarek
6. Martyna Klatt i Helena Wiśniewska
7. Renata Knapik-Miazga, Martyna Swatowska-Wenglarczyk, Magdalena Pawłowska i Ewa Trzebińska
8. Dawid Kubacki
9. Oskar Kwiatkowski
10. Robert Lewandowski
11. Magda Linette
12. Adrian Meronk
13. Mateusz Ponitka
14. Wojciech Nowicki
15. Magdalena Stysiak
16. Ewa Swoboda
17. Aleksander Śliwka
18. Iga Świątek
19. Bartosz Zmarzlik
20. Piotr Żyła

## Zwycięzcy Kategorii Dodatkowych
- Superchampion: Jakub Błaszczykowski
- Nadzieja Olimpijska Paryż 2024: Adrianna Kąkol
- Drużyna Roku: Reprezentacja Polski w piłce siatkowej mężczyzn
- Trener Roku: Nikola Grbić
- Najlepszy Sportowiec Niepełnosprawny: Witold Skupień
- Impreza Roku: Memoriał Kamili Skolimowskiej
- Mecenas Polskiego Sportu Dzieci i Młodzieży: PKN Orlen[2]